# Litiumbehandling
Litiumbehandling används inom psykiatrin för att behandla bipolär sjukdom och att förebygga periodiska manier och depressioner. Verkningsmekanismen är ännu inte helt känd, men en trolig teori är att metabolismen av inositolfosfater påverkas vid intag av litium.
Patienterna får dagligen inta ett litiumsalt i en individuell dos. Läkaren eftersträvar en litiumnivå på 0,5–0,8 mmol/L i serum. Det är nödvändigt att avväga rätt dosering på grund av litiums snäva terapeutiska index. En biverkan kan vara viktökning. Viktökningen är dock på sikt mindre än vid förebyggande behandling med de flesta antipsykosmediciner och antiepileptika såsom Valproat som ibland kan utgöra ett alternativ. 
Litium förekommer naturligt i många växter, men halten är så låg att intag av dessa växter inte kan ersätta medicinsk sjukdomsbehandling med litium.
En fullvuxen människa har i kroppen normalt cirka 7 mg litium, varav en del finns i blodet. Symptom vid överdosering: 
| I blodet (mmol/L) | Effekt                     |
| ----------------- | -------------------------- |
| ————              | —————————————              |
| 1,0               | Lätt förgiftning           |
| 1,5               | Förvirring, talsvårigheter |
| 2,0               | Allvarlig                  |

Återfallen i manier eller depressioner kan med hjälp av denna medicinering minska i genomsnitt från cirka 60 procent till cirka 20 procent.
Medicinskt litium för behandling av psykiska sjukdomar finns i Sverige som:
| Apoteksnamn    | Verksamt ämne  |
| -------------- | -------------- |
| Litarex        | Litiumcitrat   |
| Lithionit      | Litiumsulfat   |
| Litiumkarbonat | Litiumkarbonat |

Litarex och Litiumkarbonat är dock ej godkända läkemedel i Sverige och kan därmed bara skrivas ut på licens. Medicinering med litium är ofta påfrestande för sköldkörteln. För att skydda denna tar många som behandlas med Lithionit även läkemedlet Levaxin. Eliminering av litium i kroppen sker i njurens tubuli. Vid filtrationen tävlar litium med natrium. Om patienten ifråga har brist på natriumklorid sker ett passivt upptag av litium, eftersom jonerna påminner mycket om varandra (monovalenta katjoner).
Ett av målproteinerna som litium verkar på är glykogensyntas-kinas 3-beta (GSK3B). Effekten kommer dels genom direkt hämning av GSK3B, dels genom aktivering av proteinet Akt, som i sin tur också hämmar GSK3B.